# Сеат ми
Сеат ми (енгл. Seat Mii) је мали градски аутомобил који производи шпанска фабрика аутомобила Сеат. Производи се од 2011. до данас.

## Историјат
Сеат ми је мали градски аутомобил, део Фолксвагенове серије модела под називом New Small Family (NSF), који је представљен 2011. године на сајму аутомобила у Франкфурту. Производња је почела у децембру 2011. године у Братислави, где се производе и Фолксваген ап! и Шкода ситиго, верзије истог аутомобила. Каросеријски је то мали аутомобил са троје и петоро врата у хечбек верзији.
Сеат ми је заснован на истој Фолксвагеновој платформи као и ап! и ситиго, веома су слични, а мотори су им исти. Иако је мали аутомобил, нуди максималну искоришћеност простора за четири путника. Верзија са пет врата појавила се на тржишту 2012. године. Један је од најмањих возила у свом сегменту. Запремина пртљажника је 251 l, а може се проширити на 951 l спуштањем задњих седишта.
На европским тестовима судара аутомобил је 2011. године добио максималних пет звездица за безбедност.

## Мотори
У понуди су два бензинска мотора и један мотор на ауто гас (CNG).
| Модел   | Запремина | Цилиндри/ вентили | Снага         | Мењачи                       |
| ------- | --------- | ----------------- | ------------- | ---------------------------- |
| 1.0 MPI | 999 cm³   | 3/12              | 44 kW / 60 КС | 5-степени мануелни/аутоматик |
| 1.0 MPI | 999 cm³   | 3/12              | 55 kW / 75 КС | 5-степени мануелни/аутоматик |
| 1.0 CNG | 999 cm³   | 3/12              | 50 kW / 68 КС | 5-степени мануелни           |

## Галерија
- Сеат ми
- Сеат ми
- Фолксваген ап!
- Шкода ситиго